# Nonnenbosabdij
De Nonnenbosabdij (Latijn: Beata Maria de Bosco) was een convent van benedictijnernonnen in Zonnebeke. Na de beeldenstorm verhuisde het naar Ieper, waar het in de Franse tijd gesloten werd en afgebroken.

## Geschiedenis

### Zonnebeke
De stichting van de abdij vond waarschijnlijk plaats rond 1101, op een plek die Rumetra werd genoemd. Dit Rumterwoud, gelegen tussen de Oude Kortrijkstraat en de Waterstraat, was eigendom van burggraaf Theobald, die mogelijk optrad als stichter van wat aanvankelijk nog een priorij was. In het Middelnederlands geven latere oorkonden de namen Nonnenbossche (1294, 1375) en Nunnebussche (1380, 1495).
In 1112 kwam Jan I van Waasten, bisschop van Terwaan, plechtig het kloosterkerkje in gebruik nemen. Hij wijdde het aan Onze Lieve Vrouw en Sint Veerle. Het volgende jaar deed hij hetzelfde voor de nieuwe kerk van de nabijgelegen mannenabdij. Graaf Karel de Goede schonk twaalf bunders grond rond de kerk en knoopte er een grafelijke titel aan vast voor de priorin (1123). Zijn opvolger Diederik van de Elzas vergrootte het domein (1145 en 1146), telkens op aandringen van burggraaf Anselmus. De Ieperse burggraven van het Zaalhof begunstigden de benedictinessen op allerlei manieren. Uiteindelijk besloeg de heerlijkheid Nonnenbossche terrein in Zonnebeke, Geluveld, Zillebeke, Beselare en Hollebeke.
In december 1197 schonk graaf Boudewijn IX een windmolen aan de abdij. Het is een van de vroegere vermeldingen van deze Noord-West-Europese technologie, waarvan de verspreiding niet lang op zich liet wachten. Boudewijns dochter Johanna toonde ook belangstelling voor de abdij. Dankzij haar kregen de nonnen vanaf 1224 jaarlijks 2000 gedroogde haringen. Inmiddels was het klooster door de paus verheven tot abdij (ca. 1198). Priorin Ava mocht zich voortaan abdis en gravin van het Nonnenbos noemen. De gestegen status bleek in 1214: gravin Ida van Boulogne kwam haar laatste levensjaren doorbrengen in de abdij. Uit de opbrengst van haar domein in Roeselare gaf ze een rente om jaarmissen te zeggen voor haar echtgenoot Reinoud van Dammartin, haar oom Hendrik en zichzelf.
De slotzusters en de conversen leefden een streng en afgezonderd bestaan, slechts doorbroken door de komst van edellieden die af en toe kwamen jagen. Zo ook keizer Karel in 1540.
In 1513 had Nonnenbos het Ieperse refugehuis van abdij Ten Duinen overgekocht. Het pand tegenover Sint-Jacobskerk zou een goede investering blijken.

### Ieper
Op 15 augustus 1566 raasde de Beeldenstorm over de Nonnenbosabdij. De zusters hadden zich in veiligheid gebracht in hun refuge, behalve de mindervalide abdis Louise de l'Espinoy. Onder leiding van Joos Hooft en Andries Bouchout deden de geuzen hun vernielingen en mishandelden ze ook de abdis. De kerk werd op 14 januari 1570 heringewijd, waarna het scenario zich herhaalde bij een nieuwe aanval van de bosgeuzen op 10 oktober 1571. De achttien nonnen kregen toestemming van Alva om voorgoed hun intrek in Ieper te nemen, zoals beslist op het concilie van Trente. Een derde aanval op 22 december 1579 legde hun oude abdij definitief in de as. Het puin werd pas in 1605 geruimd.
Na de calvinistische machtsgreep werden de benedictinessen in 1580 gedwongen hun refuge te verlaten. Tot de val van het bewind in 1584 leefden de nonnen in particuliere huizen. Daarna keerden ze terug naar de refuge en probeerden ze die geschikt te maken voor het gemeenschapsleven. De werken vorderden maar traag, tot de verarmde nonnen een genereuze sponsor vonden in de persoon van Karel van Houcke, vicaris-generaal van het bisdom Ieper. De eerste steen van het nieuwe klooster werd gelegd in 1604. De kerk was opnieuw gewijd aan Onze Lieve Vrouw en Sint Veerle.
Twee eeuwen lang kenden de Grandes Dames een vroom bestaan in Ieper. In de Franse tijd werd Nonnenbos van hogerhand opgeheven. Er is een protestbrief van 1 september 1796 bewaard waarin de zeventien zusters het opdoeken van hun abdij probeerden af te wenden. Tevergeefs: op 11 februari 1797 dreven twee commissarissen de zusters uit hun huis. De abdij werd verkocht als nationaal goed en gesloopt.

## Restanten
Het pachtgoed van de Nonnenbossen markeert nog steeds de plaats waar de abdij stond. De hoeve werd verwoest in de Eerste Wereldoorlog, maar is even verderop terug opgebouwd.
De Nonnenbossen zijn tegenwoordig een 15 ha groot natuurgebied.
In het kasteel Beauvoorde hangt een schilderij van abdis Louise de l'Espinoy door Karel van Ieper. Het is een rebus die het jaartal 1559 draagt en het opschrift: Ghelyc die lelie tusschen die doornen groeyt, zoo onder de dochters myne vercoren bloeyt.
Van de boeken en geschriften die tot de abdij moeten hebben behoord, is enkel een 16e-eeuws gebedenboek bewaard.

## Voetnoten
1. ↑  molendinum quod vento agitur: zie De 'heerlijke' molens van Zonnebeke (1), Uut vroegere tijden - De Zonnebeekse Heemvrienden, 2007
2. ↑  Roger Blondeau, Geuzen in de Westhoek. Het epicentrum van de beeldenstorm, Gent, 1988
3. ↑  Teruggevonden in de abdij van Dendermonde (inv. nr. 111. HS. 167). Binnen is het aangemerkt als eigendom van Nonnenbos: Dit bouxken behoort toe het clooster van Nonnenbussche binnen Ipre van d’oorden van Sint Benedictus. Bidt voor J. Marie Fourmanoir.